# Wahlkreis Mittelsachsen 4
Der Wahlkreis Mittelsachsen 4 (Wahlkreis 20) ist ein Landtagswahlkreis in Sachsen.
Er umfasst die Städte Döbeln, Geringswalde, Hartha, Leisnig, Roßwein und Waldheim sowie die Gemeinden Großweitzschen, Kriebstein, Jahnatal, Rossau, Striegistal im Landkreis Mittelsachsen.
Zu den Wahlen 1994 bis 2009 trug der Wahlkreis den Namen „Döbeln“ und hatte die Wahlkreisnummer 36. Zur Landtagswahl 2014 wurde der Name an die in der Kreisreform 2008 geänderten Landkreise angepasst und eine neue Nummer vergeben. Bei der Neugliederung der Wahlkreise im Jahr 2023 kam die Stadt Geringswalde und die Gemeinden Kriebstein, Jahnatal, Rossau und Striegistal aus dem Wahlkreis Mittelsachsen 3 zum Wahlkreis Mittelsachsen 4 hinzu.

## Wahl 2024
Die Landtagswahl 2024 führte zu folgendem Ergebnis::
| Direktkandidat         | Partei              | Erststimmen in % | Zweitstimmen in % |
| ---------------------- | ------------------- | ---------------- | ----------------- |
| Rudolf Lehle           | CDU                 | 30,6             | 32,6              |
| Lars Kuppi             | AfD                 | 38,9             | 34,8              |
| Marika Tändler-Walenta | Die Linke           | 3,2              | 2,6               |
| Kristina Wittig        | GRÜNE               | 1,3              | 1,5               |
| Henning Homann         | SPD                 | 6,4              | 6,0               |
| Rick Müller            | FDP                 | 1,1              | 0,9               |
| Maria Euchler          | Freie Wähler        | 8,8              | 4,3               |
| –                      | Die Partei          | –                | 0,5               |
| –                      | Piraten             | –                | 0,2               |
| –                      | ÖDP                 | –                | 0,0               |
| –                      | BüSo                | –                | 0,1               |
| –                      | Tierschutz hier!    | –                | 1,0               |
| –                      | dieBasis            | –                | 0,1               |
| –                      | Bündnis C           | –                | 0,0               |
| –                      | Bündnis Deutschland | –                | 0,2               |
| Mirijam Saggau         | BSW                 | 8,8              | 12,1              |
| Stefan Trautmann       | Freie Sachsen       | 0,9              | 2,6               |
| –                      | V-Partei3           | –                | 0,1               |
| –                      | WU                  | –                | 0,2               |

## Wahl 2019
Vorläufiges Ergebnis der Landtagswahl am 1. September 2019 im Wahlkreis 21 – Mittelsachsen 4:
(Ergebnisse in Prozent)
| Direktkandidat             | Partei               | Direktstimmen | Listenstimmen |
| -------------------------- | -------------------- | ------------- | ------------- |
| Rudolf Lehle               | CDU                  | 29,8          | 33,9          |
| Marika Tändler-Walenta     | Die Linke            | 10,9          | 10,0          |
| Henning Homann             | SPD                  | 10,8          | 8,9           |
| Lars Kuppi                 | AfD                  | 31,7          | 30,2          |
| Maria-Christin Anderfuhren | GRÜNE                | 3,3           | 3,7           |
| –                          | NPD                  | –             | 1,2           |
| Constanze Cyrnik           | FDP                  | 4,6           | 4,4           |
| Sven Weißflog              | Freie Wähler         | 8,9           | 3,7           |
| –                          | Tierschutz           | –             | 1,5           |
| –                          | Piraten              | –             | 0,2           |
| –                          | Die PARTEI           | –             | 0,9           |
| –                          | BüSo                 | –             | 0,0           |
| –                          | ADPM                 | –             | 0,1           |
| –                          | Blaue #TeamPetry     | –             | 0,3           |
| –                          | KPD                  | –             | 0,1           |
| –                          | ÖDP                  | –             | 0,2           |
| –                          | Die Humanisten       | –             | 0,1           |
| –                          | PDV                  | –             | 0,1           |
| –                          | Gesundheitsforschung | –             | 0,6           |

| Wahlberechtigte | 51.767 |
| Wahlbeteiligung | 62,5 % |

## Wahl 2014
Amtliches Endergebnis der Landtagswahl am 31. August 2014 im Wahlkreis 21 – Mittelsachsen 4:
(Ergebnisse in Prozent)
| Direktkandidat         | Partei          | Direktstimmen | Listenstimmen |
| ---------------------- | --------------- | ------------- | ------------- |
| Sven Liebhauser        | CDU             | 45,0          | 42,0          |
| Marika Tändler-Walenta | Die Linke       | 21,3          | 19,9          |
| Henning Homann         | SPD             | 14,9          | 11,9          |
| Bernd Wetzig           | FDP             | 6,0           | 5,1           |
| Berno Ploß             | GRÜNE           | 3,2           | 2,8           |
| Jan Häntzschel         | NPD             | 7,5           | 5,9           |
| –                      | Tierschutz      | –             | 1,1           |
| Markus Leusser         | Piraten         | 2,1           | 0,8           |
| –                      | BüSo            | –             | 0,1           |
| –                      | DSU             | –             | 0,1           |
| –                      | AfD             | –             | 8,4           |
| –                      | pro Deutschland | –             | 0,2           |
| –                      | Freie Wähler    | –             | 1,3           |
| –                      | Die PARTEI      | –             | 0,4           |

| Wahlberechtigte | 54.937 |
| Wahlbeteiligung | 46,2 % |

## Wahl 2009
Amtliches Endergebnis der Landtagswahl am 30. August 2009 im Wahlkreis 36 – Döbeln:
(Ergebnisse in Prozent)
| Direktkandidat  | Partei          | Direktstimmen | Listenstimmen |
| --------------- | --------------- | ------------- | ------------- |
| Sven Liebhauser | CDU             | 36,3          | 41,7          |
| Peter Emmrich   | Die Linke       | 20,3          | 20,9          |
| Henning Homann  | SPD             | 8,9           | 8,9           |
| Steve Weißbach  | NPD             | 6,1           | 6,5           |
| Rocco Werner    | FDP             | 25,1          | 13,9          |
| Eberhard Hall   | GRÜNE           | 3,2           | 2,9           |
| –               | Tierschutz      | –             | 2,1           |
| –               | PBC             | –             | 0,1           |
| –               | BüSo            | –             | 0,1           |
| –               | DSU             | –             | 0,1           |
| –               | REP             | –             | 0,2           |
| –               | Freie Sachsen   | –             | 1,3           |
| –               | FP Deutschlands | –             | 0,1           |
| –               | Humanwirtschaft | –             | 0,1           |
| –               | Piraten         | –             | 1,1           |
| –               | SVP             | –             | 0,1           |

| Wahlberechtigte | 59.446 |
| Wahlbeteiligung | 52,0 % |

## Wahl 2004
Amtliches Endergebnis der Landtagswahl am 19. September 2004 im Wahlkreis 36 – Döbeln:
(Ergebnisse in Prozent)
| Direktkandidat   | Partei     | Direktstimmen | Listenstimmen |
| ---------------- | ---------- | ------------- | ------------- |
| Wolfgang Pfeifer | CDU        | 38,8          | 42,8          |
| Heiko Hilker     | PDS        | 26,0          | 24,2          |
| Sibylle Bunse    | SPD        | 10,0          | 8,4           |
| Peter Hettlich   | GRÜNE      | 3,4           | 2,8           |
| Jürgen Gansel    | NPD        | 10,7          | 11,1          |
| Jörg Neumann     | FDP        | 11,2          | 7,1           |
| –                | DSU        | –             | 0,2           |
| –                | PBC        | –             | 0,2           |
| –                | GRAUE      | –             | 0,6           |
| –                | BüSo       | –             | 0,2           |
| –                | AUFBRUCH   | –             | 0,5           |
| –                | DGG        | –             | 0,2           |
| –                | Tierschutz | –             | 1,6           |

| Wahlberechtigte | 61.888 |
| Wahlbeteiligung | 58,8 % |

## Wahl 1999
Amtliches Endergebnis der Landtagswahl am 19. September 1999 im Wahlkreis 36 – Döbeln:
(Ergebnisse in Prozent)
| Direktkandidat   | Partei          | Direktstimmen | Listenstimmen |
| ---------------- | --------------- | ------------- | ------------- |
| Wolfgang Pfeifer | CDU             | 49,1          | 60,2          |
| Johann Kehl      | SPD             | 16,3          | 9,6           |
| Heiko Hilker     | PDS             | 26,2          | 22,0          |
| Holger Saß       | GRÜNE           | 2,4           | 1,4           |
| Jörg Neumann     | FDP             | 6,1           | 1,5           |
| –                | BüSo            | –             | 0,1           |
| –                | DSU             | –             | 0,3           |
| –                | GRAUE           | –             | 0,2           |
| –                | REP             | –             | 1,3           |
| –                | FP Deutschlands | –             | 0,0           |
| –                | Pro DM          | –             | 1,8           |
| –                | KPD             | –             | 0,1           |
| –                | NPD             | –             | 1,4           |
| –                | FORUM           | –             | 0,1           |
| –                | PBC             | –             | 0,1           |

| Wahlberechtigte | 64.053 |
| Wahlbeteiligung | 61,0 % |

## Wahl 1994
Amtliches Endergebnis der Landtagswahl am 11. September 1994 im Wahlkreis 36 – Döbeln:
(Ergebnisse in Prozent)
| Direktkandidat   | Partei | Direktstimmen | Listenstimmen |
| ---------------- | ------ | ------------- | ------------- |
| Wolfgang Pfeifer | CDU    | 50,7          | 61,5          |
| Johann Kehl      | SPD    | 24,0          | 16,0          |
| Horst Scheida    | FDP    | 4,0           | 1,9           |
| Dieter Postelt   | GRÜNE  | 6,1           | 3,2           |
| –                | DSU    | –             | 0,2           |
| –                | REP    | –             | 1,0           |
| –                | FORUM  | –             | 0,4           |
| Peter Krause     | PDS    | 15,1          | 15,5          |
| –                | SP     | –             | 0,3           |

| Wahlberechtigte | 64.661 |
| Wahlbeteiligung | 58,1 % |

## Bisherige Abgeordnete
Direkt gewählte Abgeordnete des Wahlkreises Mittelsachsen 4 und seiner Vorgänger waren:
| Jahr | Name             | Partei | Anteil der Direktstimmen |
| ---- | ---------------- | ------ | ------------------------ |
| 2019 | Lars Kuppi       | AfD    | 31,7 %                   |
| 2014 | Sven Liebhauser  | CDU    | 45,0 %                   |
| 2009 | Sven Liebhauser  | CDU    | 36,3 %                   |
| 2004 | Wolfgang Pfeifer | CDU    | 38,8 %                   |
| 1999 | Wolfgang Pfeifer | CDU    | 49,1 %                   |
| 1994 | Wolfgang Pfeifer | CDU    | 50,7 %                   |

## Landtagswahlen 1990–2019
Die Ergebnisse der Landtagswahlen seit 1990 im Gebiet des heutigen Wahlkreises Mittelsachsen 4 waren (Listenstimmen):
| Partei        | 1990 | 1994 | 1999 | 2004 | 2009 | 2014 | 2019 |
| ------------- | ---- | ---- | ---- | ---- | ---- | ---- | ---- |
| CDU           | 55,9 | 61,5 | 60,2 | 42,8 | 41,7 | 42,0 | 33,9 |
| AfD           | –    | –    | –    | –    | –    | 8,4  | 30,2 |
| PDS/Die Linke | 10,1 | 15,5 | 22,0 | 24,2 | 20,9 | 19,9 | 10,0 |
| SPD           | 21,1 | 16,0 | 9,6  | 8,8  | 8,9  | 11,9 | 8,9  |
| FDP           | 4,6  | 1,9  | 1,5  | 7,1  | 13,9 | 5,1  | 4,4  |
| GRÜNE         | 4,0  | 3,2  | 1,4  | 2,8  | 2,9  | 2,8  | 3,7  |
| NPD           | 0,5  | –    | 1,4  | 11,1 | 6,5  | 5,9  | 1,2  |
| Sonstige      | 3,7  | 2,0  | 3,9  | 3,5  | 5,3  | 4,0  | 7,8  |